# Gianni Vernetti
Gianni Vernetti (født 27. november 1960 i Torino) er en italiensk demokratisk politiker, journalist og forfatter. Han er gift med Laura de Donato, journalist, med hvem han har fire børn.

## Biografi
Mellem 1993 og 1999 var han viceborgmester i byen Torino
I 2001 og 2008 blev han valgt ind i Deputeretkammeret på Ulivos og Det Demokratiske Partis lister.
I 2006 blev han valgt til senatet i Den Italienske Republik og blev viceudenrigsminister for den anden regering Romano Prodi
Siden maj 2020 er han blevet klummeskribent for La Repubblica, hvor han skriver adskillige lederartikler, reportager, der beskriver de vigtigste globale kriser, den voksende konfrontation mellem demokratier og autoritære regimer, udfordringerne til Vesten fra regimerne. Rusland, Iran og Kina.

## Bøger
Dissidenti. Da Aleksei Navalny a Nadia Murad, da Azar Nafisi al Dalai Lama: incontri con donne e uomini che lottano contro i regimi. Rizzoli, Milano, 2022. ISBN 978-88-1-716162-6

## Ekstern henvisning
Jeg er ikke officiel
- Wikimedia Commons har flere filer relateret til Gianni Vernetti